# Ethylgroep

De ethylgroep

Ethyl is in de chemie een functionele groep, bestaande uit 2 koolstofatomen en 5 waterstofatomen. Het is de tweede in de rij van alkylgroepen. Om de atoomgroep aan te duiden worden diverse notaties gebruikt:
- –Et
- –C2H5
- –CH2CH3

De naam van de groep is gebaseerd op het feit dat er twee koolstofatomen in voorkomen, net als in ethaan. In oudere benamingen van een aantal veel voorkomende verbindingen wordt de aanduiding ethyl nog gebruikt. Vooral als de namen in wet of regelgeving zijn opgenomen blijven ze lang in gebruik. Voorbeelden daarvan zijn:
- ethylalcohol: ethanol
- ethylchloride: chloorethaan